# Аресьондал
Аресьондал е имение разположено в Frederiksværk на остров Шеланд, Дания. Заобиколен от гора, западно от езеторо Аресьо, днес е частна болница. Имението е разположено на 13 м надморска височина.

## История
Аресьондал е създадено, като имение през 1773 г. от генерал-майор Йохан Фредерик Класен Той поръчва строителството на основната сграда през 1786 - 1788 г. След смъртта му, Класен завещава Аресьондал на принц Карл Хесен-Касел, който притежава имота закупуването му през 1804 г. от принц Фредерик (по-късно крал Фредерик VI Датски)
През 1883 г. имотът е закупен от Красен Фидеикомис По това време сградата е използвана за възстановителен дом за жени до 1944 г., когато е поет от германците, а след това от борците за свобода, коти го използват, като затвор. Като след това отново става възстановителен дом, като запазва тази функция до 1984 г., когото е продаден на компанията KMD, датска IT компания.
През следващите години Аресьондал се използва за обучителен център и функционира като такъв до 1 април 2002 г., когато е закупено от движението на Сатия Сай Баба. Първоначалният проект е за основаване на международно училище в сградата, но поради висящо дело срещу организацията и местна съпротива от кмета и полицията, проектът е спрян. Община Frederiksværk закупува имота, като заплаща загубите на движението.
Общината продава Аресьондал на Анете и Карстен Фолсгард за да построяването на частна болница и хоспис. Двойката влиза във владение на 1 януари 2003. Във връзка с продажбата, паркът около имението е разширен до Аресьо, като това е отговорност на общината. Той е отворен за публични посещения.

## Архитектура
Основната сграда е проектирана в Нео-класицизъм стил, като е била построена отново през 1908 – 1909 г. и реконструирана през 2004 г.